# Juan de Dios Ramírez Heredia
Juan de Dios Ramírez Heredia (Puerto Real, provincia de Cádiz, 29 de junio de 1942) es un político y activista español. Es abogado, licenciado en Ciencias de la Información por la Universidad Autónoma de Barcelona, donde realizó el ciclo de estudios del doctorado. Maestro de Enseñanza General Básica (EGB), actividad que desarrolló en Cádiz. Ha sido Director de la Escuela de Readaptación Profesional "San Juan Bosco" para disminuidos físicos, de Barcelona, entre 1970 y 1990. Estuvo integrado en la plantilla de RTVE.
Perteneciente a la comunidad gitana, Juan de Dios Ramírez Heredia se ha destacado por la defensa de los derechos de esa comunidad desde la acción política y social. Como reconocimiento a dicha labor en febrero de 2008 fue nombrado doctor honoris causa por la Universidad de Cádiz. Se ha señalado que fue el primer gitano en recibir tal honor, sin embargo, esto es incorrecto, ya que el expresidente brasileño Juscelino Kubitschek, también gitano, fue nombrado con anterioridad doctor honoris causa por la Universidad de Coimbra, y por la Universidad Federal de Minas Gerais.

## Trayectoria política
Como político, milita en la Unión de Centro Democrático (UCD), el Partido Socialista Obrero Español (PSOE) y en el Partido Socialista Europeo (PSE). 
En 1977, con 35 años, fue elegido diputado (el primero de la historia de España perteneciente a la comunidad gitana) en las listas de la UCD por Barcelona, puesto en el que se mantuvo hasta 1986, y en el que destacó por su oratoria. Es recordado en especial por su discurso del 7 de junio de 1978, el primero que ofrecía un gitano ante un Parlamento español.
Desde 1983 a 1985, ya en las filas del PSOE, fue miembro de la Asamblea Parlamentaria del Consejo de Europa, institución de la que es, desde 1995, miembro honorario y vitalicio. Parlamentario europeo durante el periodo 1986-1999, dentro de su actividad política, como legislador y como especialista, ha trabajado en las siguientes delegaciones y comisiones:
- Como diputado al Congreso (1977-1986) ha sido vicepresidente de la Comisión de Cultura del Congreso de los Diputados, vicepresidente de la Comisión de Control Parlamentario de RTVE y presidente en funciones y miembro de la Comisión de Asuntos Exteriores.
- Como diputado al Parlamento Europeo (1986-1999) ha sido vicepresidente de la Subcomisión de Información del Parlamento Europeo, miembro de la Comisión de Cultura, Juventud, Enseñanza, Información y Deporte, miembro de la Comisión Jurídica y de Derechos de los ciudadanos, miembro de la Comisión de Libertades Públicas y Asuntos Interiores, miembro de la Comisión de Peticiones, miembro de la Subcomisión de Derechos Humanos y miembro de la Delegación Parlamentaria para las relaciones con los países del Asia Meridional.
- También ha sido miembro de la Comisión Consultiva "Racismo y Xenofobia" del Consejo de la Unión Europea (1994-1997) y desde julio de 1994 hasta finales de 1997 fue el representante del Gobierno español ante el Consejo de la Unión Europea para asuntos de Racismo, Xenofobia y Extranjería.
- Desde enero de 1998 es miembro del Consejo de Administración del Observatorio Antirracista de la Unión Europea, con sede en Viena (Austria), en representación de España.

## Trayectoria como activista
Es fundador, vicepresidente y miembro del Presídium de la Unión Romaní Internacional (1971) y presidente de la Unión Romaní Española desde su fundación, en 1986 hasta su disolución en 2022.  Promotor del Centro Romanò Europeo de Investigación y Documentación Antirracista (CREIDA). Miembro fundador en Londres (1971) de la Unión Romaní Internacional. Desde junio de 2005 es Alto Comisionado Internacional para asuntos gitanos.
Es autor o coautor de varios libros sobre la comunidad gitana y de estudios sobre la defensa de derechos de las minorías, entre los que destacan los siguientes títulos:
- Nosotros los gitanos. Ediciones 29, Barcelona, 4.ª edición 1986. ISBN 978-84-7175-007-5.
- Vida gitana. Ediciones 29, Barcelona, 1973. ISBN 978-84-7175-053-2.
- En defensa de los míos. Ediciones 29. Barcelona, 1985. ISBN 978-84-7175-053-2.
- Minusválidos y Formación Profesional. Escuela de Readaptación Profesional San Juan Bosco. Barcelona, 1977.
- El transporte de los minusválidos en Europa. Madrid. Ministerio de Transporte, Turismo y Comunicaciones, 1989. ISBN 9788486918194.
- Europa contra el racismo. Repertorio de iniciativas comunitarias. Grupo Socialista Parlamento Europeo. Delegación Española. Barcelona, 1993. Segunda edición, ampliada, en 1997.
- Krisipen Serseni. (Constitución Española.) Ediciones 29, Barcelona, 1988. ISBN 978-8471752703.
- Cartas del pueblo gitano. Barcelona, Instituto Romanò, 1994. ISBN 978-84-604-9206-1.
- ¿Periodistas contra el racismo? La prensa española ante el pueblo gitano. Unión Romaní, Barcelona, Ediciones correspondientes a los años 1995-1996, 1997, 1998-1999, 2000-2001 y 2002. ISBN 84-921412-4-7.
- 1.er Manual de conversación en Romanò-Kalò. Unión Romani. Barcelona 2001. ISBN 978-84-931086-4-9.
- Matrimonio y boda de los gitanos y de los “payos”. CPEDA. Barcelona 2005. ISBN 978-84-934453-0-0.